# Courtland, Kansas
Courtland är en ort i Republic County i Kansas. Vid 2010 års folkräkning hade Courtland 285 invånare.